# Coeriana grandimacula
Coeriana grandimacula là một loài bướm đêm trong họ Noctuidae.